# Xi’an KJ-2000
Xi’an KJ-2000 – chiński samolot wczesnego ostrzegania i kontroli przestrzeni powietrznej. Płatowiec bazuje na konstrukcji A-50, będącej z kolei modyfikacją radzieckiego samolotu transportowego Ił-76.

## Historia

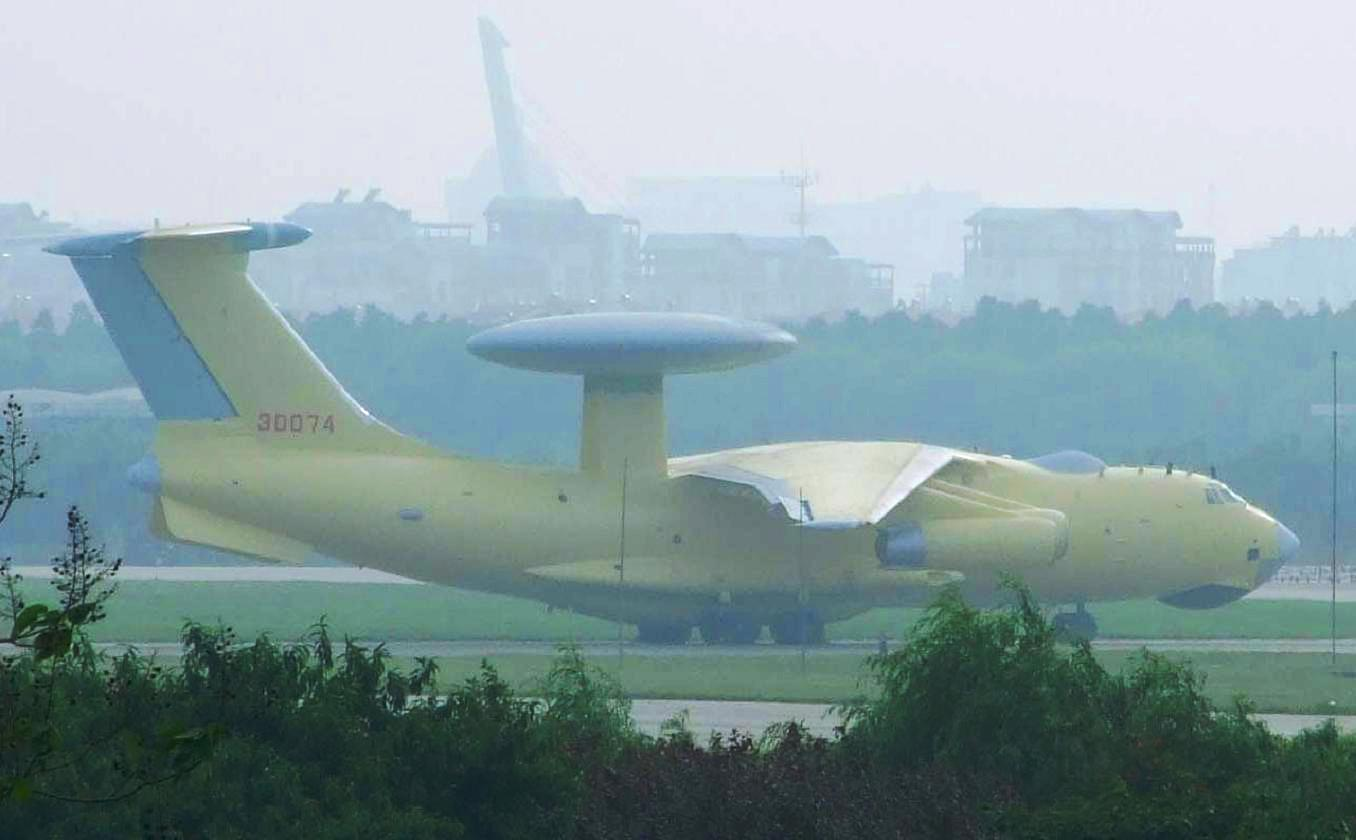
Xi’an KJ-2000 w 2008 roku

### Geneza
Fiasko samodzielnej próby wybudowania efektywnego systemu ostrzegania i kontroli powietrznej, którą był projekt Shaanxi KJ-1, skłonił chińskich decydentów do sięgnięcia po pomoc z zagranicy. Rodzime ośrodki badawcze nie były w stanie sprostać wymaganiom i stworzyć funkcjonalny i efektywny system wczesnego ostrzegania. Pierwszym zagranicznym partnerem z jakim Chiny nawiązały współpracę z myślą o budowie własnego samolotu dozoru radiolokacyjnego był brytyjski GEC Marconi. Brytyjskie ministerstwo obrony, planowały zmodernizować swoje morskie samoloty patrolowe Hawker Siddeley Nimrod i wprowadzić do linii wersję wczesnego ostrzegania Nimrod AEW. Wyposażoną w radar Skymaster. Ostatecznie projekt anulowano a w barwach Royal Air Force pojawił się amerykański Boeing E-3 Sentry. W 1996 roku Chiny zakupiły od GEC Marconi około ośmiu systemów Skymaster, w które wyposażono samoloty Y-8C. Dużą nowocześniejszym systemem wczesnego ostrzegania był izraelski projekt, którym Chińczycy zainteresowali się już w 1992 roku.

### Projekt

#### Współpraca z Izraelem
Do współpracy zaproszono izraelską firmę ELTA Systems Ltd. Jej radar Elta EL/M-205 Phalcon z anteną typu AESA (radar z aktywnym skanowaniem fazowym) miał stać się sercem nowego systemu wykrywania i dozoru przestrzeni powietrznej, zainstalowanego na samolocie A-50, oznaczonym jako A-50I. Pierwotnie izraelski system został zakupiony przez chilijskie i izraelskie siły powietrzne i składał się z nieruchomych anten zainstalowanych w nosie, ogonie i na burtach kadłuba Boeinga 707-320B. Specjalnie dla chińskiego odbiorcy, ELTA Systems opracowała wersję do montażu w dysku umieszczonym nad kadłubem samolotu. Panele trzech anten umieszczonych w dysku pokrywały swoim zasięgiem obszar 360°, w związku z tym dysk mógł pozostać nieruchomy. Porozumienie o sprzedaży systemu Elta EL/M-205 Phalcon chińskiemu odbiorcy podpisano w lipcu 1996 roku. Chińczycy planowali zakup co najmniej ośmiu systemów, które planowano umieścić na pokładach samolotów Ił-76MD. Przebudową płatowców miał się zająć rosyjski Berijew. W marcu 1997 roku pojedynczy A-50 został zamówiony w Rosji przez stronę izraelską i trafił do Chin. W czerwcu tego samego roku Israel Aerospace Industries podpisał umowę z rosyjska wytwórnią, na montaż izraelskiego wyposażenia na pokładzie rosyjskiego transportowca. Następnie w październiku 1999 roku samolot dotarł do Izraela w celu rozpoczęcia modernizacji. Maszyna otrzymała znaki rejestracyjne 4X-AGI i numer boczny 762. Chińskie plany zakładały pozyskanie czterech maszyn A-50. Chińsko-izraelska współpraca zakończyła się niepowodzeniem, gdy w kwietniu 2000 roku Izrael jednostronnie rozwiązał umowę. Powodem była silna presja Stanów Zjednoczonych, sprzeciwiających się transferowi izraelskiej technologii do Państwa Środka. Formalnie izraelski rząd wstrzymał wykonywanie umowy w lipcu 2000 roku. Dwa lata później, w marcu 2002 roku Izrael zwrócił Chinom zaliczkę i uiścił kary finansowe za zerwanie umowy. W takiej sytuacji Chiny pozostały z pozbawionym specjalistycznego wyposażenia płatowcem.

#### Współpraca z Rosją
Niezrażeni niepowodzeniem, Chińczycy sięgnęli po rozwiązania krajowe. W latach 90. XX wieku w 38. Instytucie Naukowo-Badawczym, w ramach projektu oznaczonego kryptonimem 998, zaczęto opracowywać nowe radiolokatory Typu 088. We współpracy z China Electronics Technology Group, National Remote Sensing Centre of China oraz rosyjskim przedsiębiorstwem Korporacja Radiostrojenia „Wega” (dawny instytut naukowo-badawczy NII-17, gdzie zaprojektowano system radiolokacyjny używany na samolotach A-50) opracowano zaawansowany technologicznie, jak na chińskie warunki, radiolokator K/LLQF01. Składa się on z trzech ścianowych anten typu AESA, ułożonych w trójkąt równoboczny, wpisany w dysk o średnicy 14 metrów i grubości 2 m, zamontowany na grzbiecie maszyny. Dysk wsparty jest na dwóch wspornikach. Każda z anten pokrywa przestrzeń powietrzną w sektorze 120°, razem zapewniają pokrycie 360° wokół samolotu. Dzięki takiemu rozwiązaniu, podobnie jak w wersji izraelskiej, dysk może pozostać nieruchomy. Prawdopodobnie zastosowano również rozwiązania podpatrzone w izraelskim radiolokatorze, z którym chińscy specjaliści mieli okazję się zapoznać. System działał na częstotliwości roboczej zawierającej się w paśmie S (1,2 -1,4 MHz) i miał charakteryzować się zasięgiem wykrycia rzędu 470 km. Obok rozpoznania radiolokacyjnego maszynę wyposażono również w system rozpoznania elektronicznego KZ800. Na pokładzie znalazły się konsole dlo 10 - 15 operatorów. K/LLQF01 został zainstalowany na jedynym dostępnym A-50 i tak zmodernizowany samolot oblatano 11 listopada 2003 roku. Prototypowa maszyna posłużyła do testów systemów pokładowych oraz prób tankowanie w powietrzu (chociaż seryjne samoloty pozbawione są tej możliwości). Chiny liczyły na pozyskanie z Rosji dalszych A-50, które mogłyby być zmodernizowane do standardu KJ-2000. Oznaczenie KJ jest skrótem chińskiego Kōng Zhōng Yù Jǐng - powietrzne wczesne ostrzeganie. W tym okresie kraj wszedł w spór z Federacją Rosyjską. Przedmiotem sporu był zakres zmian, które Chiny wprowadziły w konstrukcji produkowanego na miejscu samolotu Su-27 – zdaniem Rosjan daleko wykraczających poza umowę licencyjną. W efekcie, niezadowolona Rosja zablokowała sprzedaż dalszych A-50 do Chin. Nie mogąc zakupić potrzebnych płatowców za granicą, sięgnięto po sprzęt dostępny na miejscu. Niskokosztowa linia lotnicza China United Airlines dysponowała flotą czternastu maszyn Ił-76MD. Cztery z nich przeznaczono na konwersję do wersji KJ-2000. Przebudowano je w latach 2005−2007. Samoloty, oficjalnie przyjęte na uzbrojenie w grudniu 2007 roku, trafiły do 77. Pułku 26. Lotniczej Dywizji Specjalnej, na co dzień stacjonującej w bazie Wuxi koło Szanghaju.